# Ніздрі

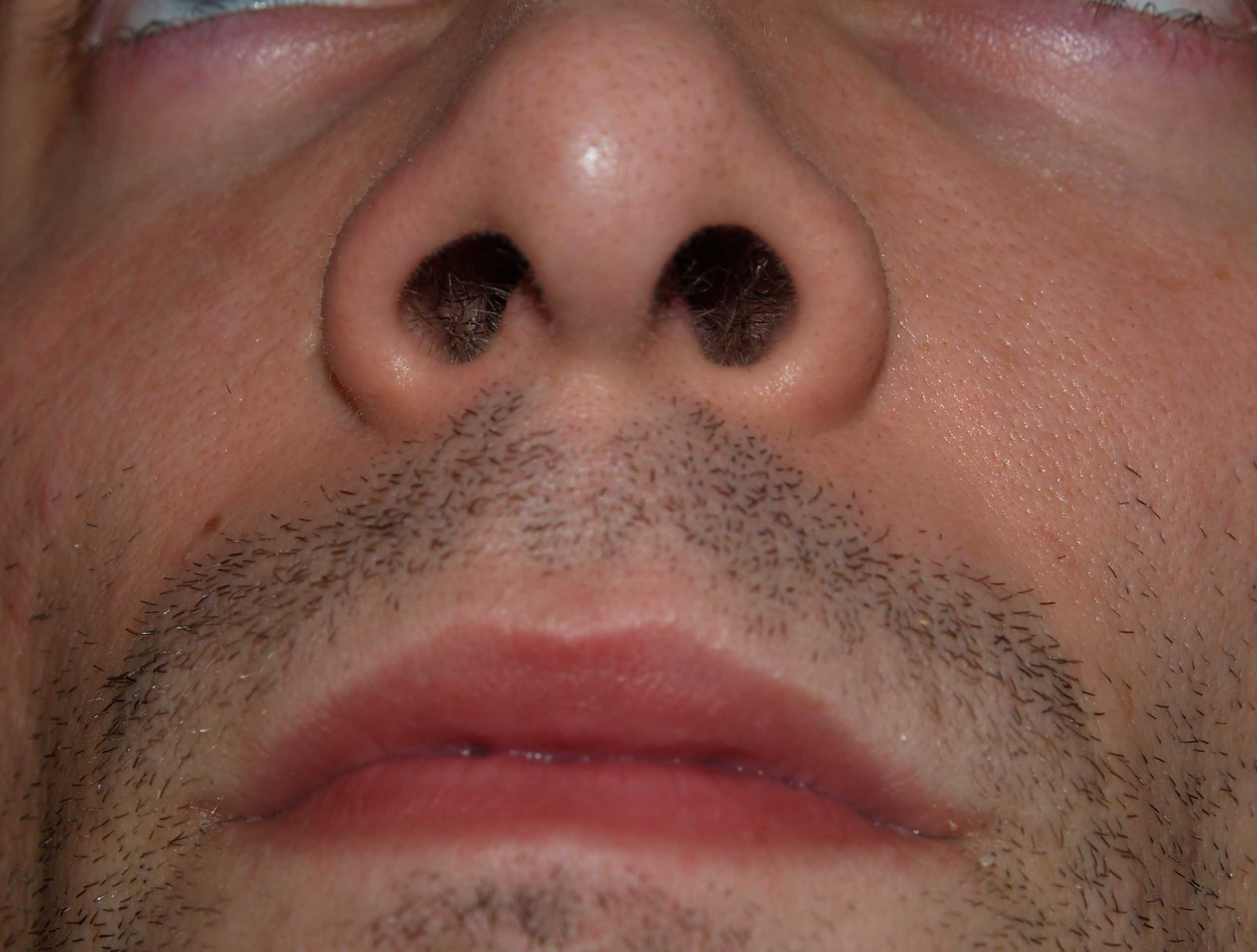
Людські ніздрі

Ніздря (лат. naris, множина nares) — один з двох каналів носа, від пункту, де вони роздвоюються до зовнішнього отвору. У птахів та ссавців вони містять розгалужені кістки або хрящі під назвою носові раковини, чия функція — нагрівати повітря при вдиху і втягувати вологу при видиху. Риби не дихають своїми носами, але вони мають дві канали, що використовуються для нюху, які можуть називатися ніздрями.
Буревісникоподібні відрізняються від інших птахів наявністю трубчастих продовжень ніздрів.
У близько 80 % людей носовий цикл є звичайним ультрадіальним циклом роздування та стискання кровоносних судин кожної ніздрі. Протягом дня вони міняються приблизно кожних 2,4 години. Це означає, що в будь-який час одна ніздря використовується значно більше іншої.
| Череп | Це незавершена стаття з анатомії. Ви можете допомогти проєкту, виправивши або дописавши її. |